# Stevie B-Zet
Steffen Britzke (* 31. August 1960; † 27. Juli 2023), bekannt als Stevie B-Zet, war ein deutscher Keyboarder, Komponist und Produzent in der elektronischen Musikszene.

## Leben und Karriere
Bekannte Produktionen sind beispielsweise B-Zet – Everlasting Pictures (Right Through Infinity) oder Zyon – No Fate, erschienen bei Eye Q Records. Von Everlasting Pictures nahm er Jahre später zusammen mit Laith Al-Deen eine neue Version in deutscher Sprache auf: Bilder von Dir. Der Text wurde im Original von Darlesia Cearcy gesungen, die seinerzeit bei der Rockoper Tommy im Capitol in Offenbach am Main auf der Bühne stand.
Stevie B-Zet spielte die Keyboards für internationale Künstler wie Quincy Jones und Sheila E. Er wirkte auch bei zahlreichen Remix-Produktionen mit, so z. B. 1990 beim Megamix der Italo House Band Black Box. Mit dem Schriftsteller Rainald Goetz und Oliver Lieb brachte er 1994 das Spoken-Word-Album Word heraus.
Musikalisch arbeitete er zumeist mit Matthias Hoffmann zusammen, oft auch mit Ralf Hildenbeutel. Mit beiden gründete er in der Folge auch die Produktionsfirma Schallbau. 
Bekannt wurde Steffen „B-Zet“ Britzke vor allem bei der Zusammenarbeit mit Sven Väth, mit ihm bildete er u. a. das Musikprojekt Astral Pilot. 1995 erschien das Album Electro Acupuncture auf dem Label Harthouse (HHLP013), das die bekannten Tracks Needle Drama und Skin Probe beinhaltet. Auf den Namen des Albums kam Väth in Japan, als er nach seinen Angaben durch eine Akupunkturbehandlung wegen Nackenproblemen sehr inspiriert und beeindruckt wurde. Auf dem Album befindet sich unter anderem ein über 20 Minuten langer Track mit dem Namen The Day After. Dieser wurde auch in einer Hr3 Clubnight mit Sven Väth als Opener gespielt, außerdem wurde er zum letztgespielten Track zur Schließung des Technoclubs Omen. Einige Tracks des Albums wurden von Künstlern wie DJ Hell, Claude Young oder Alter Ego geremixt.
1996 entstand der Soundtrack zum Film Der kalte Finger. Auch hier ist wieder der Track The Day After enthalten, allerdings in einer 12-Minuten-Version. Der Track Scotty's Arrival wurde auch als Titel- und Abspannmusik der BR-Alpha-Sendereihe alpha-Centauri mit Prof. Harald Lesch verwendet.
Steffen Britzke starb am 27. Juli 2023 im Alter von 62 Jahren.

## Filmografie (Auswahl)
- 1996: Der kalte Finger
- 2006: Reine Formsache
- 2011: Bastard
- 2011–2019: Kommissarin Lucas (Fernsehserie)
  - 2011: Gierig
  - 2015: Der Wald
  - 2016: Kreuzweg
  - 2017: Familiengeheimnis
  - 2017: Löwenherz
  - 2018: Das Urteil
  - 2019: Polly
- 2012: Ausgerechnet Sibirien
- 2016: Burg Schreckenstein
- 2017: Tod einer Kadettin
- 2019: Kühn hat zu tun
- 2020: Schuss in der Nacht – Die Ermordung Walter Lübckes (TV-Dokudrama)
- 2020: Anna und ihr Untermieter: Aller Anfang ist schwer
- 2021: Um die 50
- 2022: Anna und ihr Untermieter: Dicke Luft
- 2022: Leon – Glaub nicht alles, was du siehst
- 2023: Anna und ihr Untermieter: Wenn du träumst von der Liebe